# Michel Noben
Michel Noben, né à Bilzen le 4 mai 1970, est un joueur puis entraîneur de football belge qui évoluait comme défenseur. Il est surtout connu pour les sept saisons qu'il passe au KFC Lommelse SK, remportant une fois la Coupe de la Ligue.

## Carrière
Michel Noben arrive assez tardivement dans le monde du football (semi-)professionnel. En effet, il a déjà 23 ans quand il rejoint le Patro Eisden, en Division 3. Il joue son premier match le 5 septembre et inscrit son premier but six jours plus tard à l'occasion de sa première titularisation. D'abord réserviste, il gagne sa place de titulaire au début du deuxième tour de la compétition et aide son équipe à remporter le titre de champion dans sa série. Promu en deuxième division, Michel Noben s'affirme comme une des valeurs sûres de son équipe et l'aide durant deux ans dans la lutte pour son maintien.
Durant l'été 1996, il est recruté par le KFC Lommelse SK, un club de Division 1. Après un mois, il intègre le onze de base de l'équipe pour ne plus le quitter jusqu'au terme de la saison, conclue à la cinquième place au classement général. Grâce à cette performance, le club dispute la Coupe Intertoto 1997, une première expérience européenne pour beaucoup de joueurs du noyau lommelois, dont Noben. Cette saison est plus difficile pour lui, gêné par des petites blessures et récoltant trois cartons rouges en championnat, elle se termine néanmoins en une petite apothéose pour le club qui décroche la victoire en Coupe de la Ligue, ce qui lui permet de se qualifier à nouveau pour la Coupe Intertoto. Les saisons suivantes ne sont pas aussi bonnes et voient le club terminer dernier en 1999-2000, synonyme de retour en deuxième division.
Michel Noben reste toutefois fidèle à ses couleurs et prend une part importante dans la conquête du titre de champion, permettant ainsi au club de remonter en Division 1 directement. En parallèle, Lommel réalise une campagne exceptionnelle en Coupe de Belgique, atteignant la finale, où il est battu par le KVC Westerlo. Noben joue encore un peu moins de deux ans avec Lommel malgré les difficultés financières qui s'aggravent mois après mois. Ainsi, lorsque le club dépose le bilan en mars 2003, il est le dernier joueur du noyau professionnel à rester au club, bien qu'il cesse ses activités quelques jours plus tard. Il rejoint la saison suivante Overpelt-Lommel United, le nouveau nom d'Overpelt Fabriek après son déménagement au Stade Soeverein de Lommel. Le club termine deuxième et se qualifie pour le tour final mais Michel Noben décide de mettre un terme à sa carrière de joueur au terme de la compétition régulière.
Quatre ans après sa retraite sportive, il devient entraîneur du Patro Eisden Maasmechelen, son premier club. Assisté de l'ancien international Jacky Peeters, il ne parvient pas à lui faire quitter la Promotion et se retire en fin de saison.

## Palmarès
- Vainqueur de la Coupe de la Ligue belge en 1998 avec le KFC Lommelse SK.
- Champion de Belgique de Division 2 en 2001 avec le KFC Lommelse SK.
- Champion de Belgique de Division 3 en 1994 avec le Patro Eisden.

## Statistiques
| Saison                | Club                  | Championnat           | Championnat | Championnat | Coupe nationale | Coupe nationale | Coupe de la Ligue | Coupe de la Ligue | Compétition(s) continentale(s) | Compétition(s) continentale(s) | Compétition(s) continentale(s) | Total | Total |
| Saison                | Club                  | Division              | M.          | B.          | M.              | B.              | M.                | B.                | Comp.                          | M.                             | B.                             | M.    | B.    |
| 1993-1994             | Patro Eisden          | Division 3            | 21          | 2           | 0               | 0               | 0                 | 0                 | -                              | 0                              | 0                              | 21    | 2     |
| 1994-1995             | Patro Eisden          | Division 2            | 31          | 4           | 1               | 0               | 0                 | 0                 | -                              | 0                              | 0                              | 32    | 4     |
| 1995-1996             | Patro Eisden          | Division 2            | 24          | 2           | 1               | 0               | 0                 | 0                 | -                              | 0                              | 0                              | 25    | 2     |
| Sous-total            | Sous-total            | Sous-total            | 76          | 8           | 2               | 0               | 0                 | 0                 | -                              | 0                              | 0                              | 78    | 8     |
| 1996-1997             | KFC Lommelse SK       | Division 1            | 27          | 3           | 1               | 0               | 0                 | 0                 | -                              | 0                              | 0                              | 28    | 3     |
| 1997-1998             | KFC Lommelse SK       | Division 1            | 19          | 0           | 1               | 0               | 3                 | 0                 | C4                             | 2                              | 0                              | 25    | 0     |
| 1998-1999             | KFC Lommelse SK       | Division 1            | 16          | 0           | 1               | 0               | 2                 | 0                 | C4                             | 2                              | 0                              | 21    | 0     |
| 1999-2000             | KFC Lommelse SK       | Division 1            | 15          | 0           | 0               | 0               | 0                 | 0                 | -                              | 0                              | 0                              | 15    | 0     |
| 2000-2001             | KFC Lommelse SK       | Division 2            | 22          | 1           | 7               | 0               | 0                 | 0                 | -                              | 0                              | 0                              | 29    | 1     |
| 2001-2002             | KFC Lommelse SK       | Division 1            | 22          | 0           | 0               | 0               | 0                 | 0                 | -                              | 0                              | 0                              | 22    | 0     |
| 2002-2003             | KFC Lommelse SK       | Division 1            | 13          | 1           | 3               | 0               | 0                 | 0                 | -                              | 0                              | 0                              | 16    | 1     |
| Sous-total            | Sous-total            | Sous-total            | 134         | 5           | 13              | 0               | 5                 | 0                 | -                              | 4                              | 0                              | 156   | 5     |
| 2003-2004             | Overpelt-Lommel       | Division 3            | 20          | 0           | 2               | 0               | 0                 | 0                 | -                              | 0                              | 0                              | 22    | 0     |
| Sous-total            | Sous-total            | Sous-total            | 20          | 0           | 2               | 0               | 0                 | 0                 | -                              | 0                              | 0                              | 22    | 0     |
| Total sur la carrière | Total sur la carrière | Total sur la carrière | 230         | 13          | 17              | 0               | 5                 | 0                 | -                              | 4                              | 0                              | 256   | 13    |